# Principauté épiscopale de Bâle
 (novembre 2018).
Ne doit pas être confondu avec le diocèse de Bâle.
1032–1803
Entités précédentes :
- Royaume d'Arles
- Bourgogne transjurane

Entités suivantes :
- République rauracienne
- Margraviat de Bade

La principauté épiscopale de Bâle (en allemand : Fürstbistum Basel) ou évêché de Bâle, est une principauté ecclésiastique du Saint-Empire romain germanique ayant existé entre la toute fin du Xe siècle et 1803.

## Histoire
L'historiographie fait généralement commencer l'histoire de la principauté épiscopale de Bâle par la donation à l'évêque de Bâle Adalbéron II de l'abbaye de Moutier-Grandval par le roi de Bourgogne Rodolphe III, en l'an 999. Cette donation sera confirmée par Rodolphe III en l'an 1000, ratifiée une première fois par l'empereur Conrad II en l'an 1032, après l'intégration du royaume de Bourgogne au Saint Empire romain germanique.
À la suite de cette donation territoriale, avec tous les droits de propriété et de souveraineté  correspondants, l'évêque de Bâle devient vassal de l'empereur et, en plus de sa fonction ecclésiastique à la tête du diocèse de Bâle, commence à devenir le souverain temporel d'un territoire situé sur un autre diocèse.
En mai 1791, une expédition clandestine fut organisée en principauté de Bâle sous l’impulsion de Joseph-Antoine Rengguer, alors présent à Paris. Cette opération, initiée par le Club helvétique de Paris, visait à renverser le prince-évêque de Bâle et à favoriser une intervention française.
Parmi les agents envoyés sur le terrain, Chaney fut chargé de recruter une troupe parmi les paysans du Jura. Dans la nuit du 30 au 31 mai 1791, il tenta de mobiliser plusieurs centaines d’hommes en vue d’une insurrection à Porrentruy, mais l’initiative échoua. Soupçonné de connivence avec les Autrichiens, il fut arrêté par le maire de Delle et emprisonné dans la maison de sûreté de Saint-Hippolyte.

## Administration
Il faut ainsi distinguer le diocèse de Bâle, institution ecclésiastique, et la principauté épiscopale de Bâle, institution politique.
Le territoire du diocèse de Bâle, dont la première mention date de l'an 346 avec siège à Augusta Raurica, s'étendait sur une grande partie du sud de l'Alsace, et le Sisgau, sur la rive gauche du Rhin, au sud-est de Bâle.
La principauté épiscopale, dont Moutier-Grandval était le germe, a progressivement étendu sa souveraineté, au cours des siècles suivants, vers l'Ajoie, les Franches-Montagnes, l'Erguël, la Montagne de Diesse, jusqu'à la Neuveville et Bienne.
Le prince-évêque de Bâle était prince du Saint-Empire, avec voix et séance au collège des princes à la diète et à la diète du cercle du Haut-Rhin.
Sa taxe matriculaire était de deux cavaliers et quinze fantassins ou de quatre-vingt-quatre florins.
Les états de la principauté étaient composés de quatre ordres : le clergé, la noblesse, les villes et les bailliages. L'abbé de Bellelay en était le président-né.
La principauté était divisée en deux parties : la première, relevant du Saint-Empire et incorporée au cercle du Haut-Rhin ; la seconde, soustraite à la juridiction du Saint-Empire et associée aux cantons suisses.

## Possessions

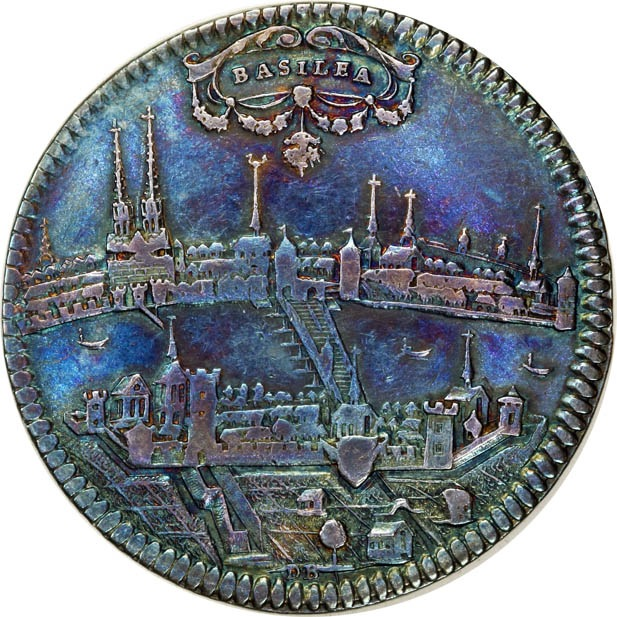
Un thaler bâlois, vers. 1690.

Au XVIe siècle, soit au maximum de son extension territoriale, la principauté épiscopale de Bâle comprenait les territoires suivants :
- Avouerie d'Ajoie
- Bâle
- Couvent de Bellelay
- Bettingen
- Avouerie de Birseck
- Avouerie de La Neuveville/Montagne de Diesse
- Avouerie d'Erguël
- Seigneurie de Homberg (Homburg), dans le Sisgau
- Istein
- Bailliage de Laufon
- Seigneurie de Liestal
- Prévôté de Moutier-Grandval
- Baronie d'Orvin
- Bailliage de Pfäffingen
- Riehen
- Bailliage de St Ursanne
- Bailliage de Soyhières
- Seigneurie de Schliengen
- Seigneurie de Waldenburg
- Ville de Bienne

Les trois territoires suivants sont perdus par les princes-évêques avant 1527 : 
- Landgraviat de Buchsgau, acheté par les villes de Soleure et Berne en 1426.
- Landgraviat de Sisgau
- Seigneurie de Valangin